# Gymnomyces nondistincta
Gymnomyces nondistincta är en svampart som beskrevs av Trappe & Castellano 2000. Gymnomyces nondistincta ingår i släktet Gymnomyces och familjen kremlor och riskor.   Inga underarter finns listade i Catalogue of Life.